# Prirétxnoie (Kabardino-Balkària)
|  | Per a altres significats, vegeu «Prirétxnoie». |

Prirétxnoie (en rus: Приречное) és un poble de Kabardino-Balkària, a Rússia, que el 2019 tenia 1.141 habitants. Pertany al districte rural de Zalukókoaje.